# Géza Daruváry

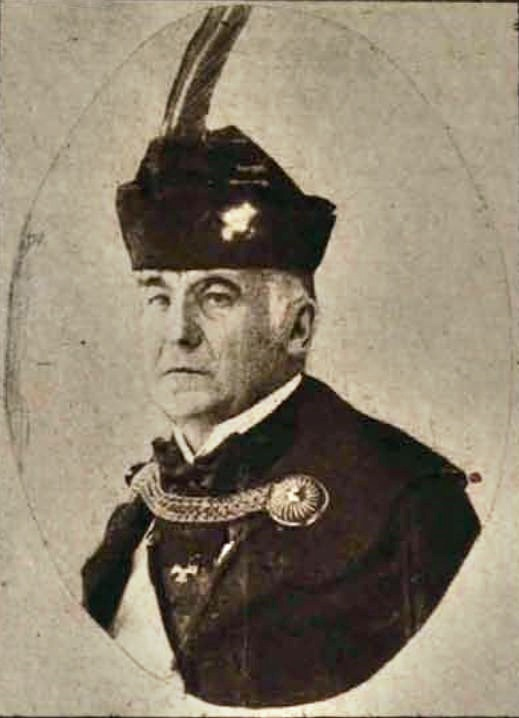
Géza Daruváry, 1923

Géza Daruváry von Daruvár (* 12. Januar 1866 in Pest; † 3. August 1934 in Budapest) war ein ungarischer Diplomat und Politiker. Er war Außenminister (1922 bis 1924) und Justizminister (1922 bis 1923) von Ungarn.

## Leben
Daruváry studierte Jura und arbeitete zunächst beim Gericht, und später beim Justizministerium. Im Jahr 1894 wechselte er ins Außenministerium und wurde Konsul an mehreren diplomatischen Vertretungen im Ausland. Ab 1905 war er Hofrat und arbeitete im Kabinett bei Franz Joseph I., wo er 1910 Leiter des ungarischen Kabinetts wurde. Mit Thronbesteigung Karls IV. ging er 1916 in den Ruhestand. Im Kabinett Bethlen war er ab 16. Juni 1922 bis 11. Juni 1923 Justizminister sowie vom 19. Dezember 1922 bis 7. Oktober 1924 Außenminister. Während seiner Amtszeit nahm Ungarn Beziehungen mit der Sowjetunion auf.

## Quelle
- Eintrag im Ungarischen Biografischen Lexikon (in Ungarisch)
- Todesanzeige (in Ungarisch)

| Personendaten    | Personendaten                                   |
| ---------------- | ----------------------------------------------- |
| NAME             | Daruváry, Géza                                  |
| ALTERNATIVNAMEN  | Daruváry von Daruvár, Géza (vollständiger Name) |
| KURZBESCHREIBUNG | ungarischer Diplomat und Politiker              |
| GEBURTSDATUM     | 12. Januar 1866                                 |
| GEBURTSORT       | Pest                                            |
| STERBEDATUM      | 3. August 1934                                  |
| STERBEORT        | Budapest                                        |